# Guerra di Transnistria
La guerra di Transnistria (in russo Война в Приднестровье?, Voyna v Pridnestrov'ye; in romeno Războiul din Transnistria) è stata una guerra su scala limitata scoppiata nel 1992 tra la Guardia Repubblicana della Russia e le forze armate moldave, con il successivo appoggio della 14ª Armata della Guardia alla prima, come già accaduto nel novembre 1990 a Dubăsari.
I combattimenti sono iniziati a marzo 1992 e, pur con varie tregue, le ostilità sono continuate fino al 21 luglio 1992.

## Contesto

### Antefatti storici
Dopo la prima guerra mondiale, l'attuale Transnistria era parte della RSS di Ucraina, divenendo nel 1924 una repubblica autonoma detta Repubblica Socialista Sovietica Autonoma Moldava con capitale Tiraspol, ma sempre all'interno dell'Ucraina comunista.
Il patto Molotov-Ribbentrop firmato da URSS e Germania nazista, determinò l'occupazione sovietica della Bessarabia, della Bucovina nord e la creazione della RSS di Moldavia nel 1940, la Transnistria venne inglobata nella neonata repubblica socialista.
Il patto Molotov-Ribbentrop venne successivamente denunciato dall'attuale Moldavia come "nullo" nella sua dichiarazione di indipendenza del 1990.

### Antefatti politici
Verso la fine degli anni ottanta il panorama politico dell'URSS stava cambiando grazie alle politiche messe in atto da Michail Gorbachev, la perestroika e la glasnost', le quali permisero il pluralismo politico tra le varie Repubbliche federali sovietiche. Nella RSS di Moldavia, come in altre zone dell'Unione Sovietica, i movimenti nazionali divennero le forze politiche principali. I movimenti nazionalisti, favorevoli ad un distacco dall'URSS e ad una riunificazione con la Romania, si scontrarono soprattutto con le minoranze di etnia russa presenti nella repubblica. In Transnistria l'opposizione era più forte perché, a differenza del resto della repubblica, la percentuale di cittadini moldavi (39,9 %) era inferiore a quella formata da cittadini russi e ucraini (53,8 %) come indicato dal censimento del 1989; la maggior parte emigrata in Moldavia durante il periodo sovietico.
Alcuni sostengono che i periodi storici diversi vissuti dai territori (soprattutto quello del 1918 - 1940) e la paura di discriminazioni da parte moldava, abbiano spinto i separatisti alla guerra; altri invece ritengono che queste cause non siano sufficienti a giustificare il conflitto. John Mackinlay e Peter Cross hanno condotto degli studi basandosi sulle vittime, i risultati hanno mostrato come moldavi e transnistriani combatterono insieme da entrambe le parti. Mackinlay e Cross sostengono che il conflitto ebbe per lo più natura politica.
Il 31 agosto 1989 il Soviet supremo della RSS di Moldavia promulgò due leggi. Una dichiarò il moldavo lingua ufficiale, invece del russo lingua ufficiale de facto dell'Unione sovietica. La seconda legge stabilì il ritorno all'alfabeto latino. Il 27 aprile 1990 il Soviet supremo della RSS di Moldavia adottò la tradizionale bandiera tricolore (blu-giallo-rosso) con lo stemma moldavo e venne scelto come inno nazionale Deșteaptă-te, române! lo stesso utilizzato dalla Romania prima del 1946 e dopo il 1989. Sempre nel 1990 le parole sovietico e socialista furono cancellate e il nome del paese divenne Repubblica di Moldavia.
Questi eventi, insieme alla caduta del regime di Nicolae Ceaușescu in Romania nel 1989, alla parziale riapertura delle frontiere tra i due paesi il 6 maggio 1990, spinse molti abitanti della Moldavia e della Transnistria a considerare inevitabile una riunificazione tra Moldavia e Romania. Questo scenario spaventava molti abitanti di lingua russa, i quali temevano di essere esclusi da diversi aspetti della vita pubblica. A partire dal settembre 1989 si ebbero dure proteste nelle regioni vicine il "governo centrale delle politiche etniche". I movimenti di protesta, successivamente, chiesero maggiore autonomia per la Gagauzia e la Transnistria e il riconoscimento come lingue ufficiali del russo e della lingua gagauza, fino a diventare movimenti separatisti. Quando il Soviet Supremo moldavo considerò fuorilegge queste iniziative, la Gagauzia e la Transnistria dichiararono l'indipendenza e la loro volontà a riunificarsi con l'Unione sovietica come repubbliche federali indipendenti.

### Conflitto politico
Il linguaggio utilizzato per le leggi presentava alcuni grossi problemi, gran parte della popolazione non moldava della repubblica non parlava la lingua moldava. La questione della lingua ufficiale divenne un nodo gordiano, venne esasperata e, forse, volutamente politicizzata. Alcuni descrissero il linguaggio legislativo come "discriminatorio" e criticarono la sua rapida attivazione.
Il 2 settembre 1990 venne proclamata la Repubblica socialista sovietica moldava di Pridnestrovie; Pridnestrovie è il nome con cui viene indicata la Transnistria in russo. Il 22 dicembre 1990 Michail Gorbachev firmò un decreto il quale dichiarava la nullità delle decisioni prese dal Secondo congresso dei deputati del popolo della Transnistria dal 2 settembre. Per due mesi le autorità moldave si astennero dal prendere provvedimenti contro tale proclamazione. La Transnistria divenne una delle repubbliche non riconosciute dell'URSS, come Abcasia, Ossezia del Sud, Nagorno-Karabakh.
Il primo scontro tra governo moldavo e separatisti si ebbe il 3 novembre 1990 a Dubăsari; un'unità della polizia venne inviata sul ponte del fiume Nistro con il compito di rimuovere un blocco stradale creato dagli abitanti del posto, il quale divideva la città (situata oltre il fiume) dal governo centrale. Durante le operazioni ci fu una sparatoria e tre cittadini di Dubăsari furono uccisi, le prime vittime del conflitto.
All'indomani del fallito colpo di stato in Russia, il 27 agosto 1991 il parlamento moldavo adottò la Dichiarazione di indipendenza della Repubblica di Moldavia. Nella dichiarazione si affermava come il patto Molotov-Ribbentrop fosse nullo e invalido e vedeva l'indipendenza della Moldavia come la conseguenza politica e legale di questo, si stabiliva anche la sovranità della RSS di Moldavia sui territori della Bessarabia, Nord Bucovina, regione di Herța e si affermava come la RSSA di Moldavia venne creata in assenza di qualsiasi base giuridica. Le autorità transnistre interpretarono questo come se la fusione delle due rive del fiume Nistro del 1940 fosse sciolta. La Moldavia non fu d'accordo e quasi immediatamente prese dei provvedimenti per dichiarare la propria sovranità su tutto il territorio della ex RSS di Moldavia.
In quel periodo la Moldavia non aveva a disposizione delle proprie forze armate e i primi tentativi di organizzarle si ebbero nel 1992 in risposta al crescente conflitto. Il nuovo parlamento moldavo chiese al defunto governo sovietico di:"incominciare dei negoziati con il governo moldavo per porre fine all'illegale occupazione della Moldavia e ritirare le truppe sovietiche dal territorio moldavo".
Il 29 agosto 1991 i leader indipendentisti transnistri Igor Smirnov e Andrei Cheban furono arrestati durante il loro viaggio verso Kiev, organizzato per incontrare il presidente ucraino Leonid Kravchuk e ottenere supporto. Vennero arrestati anche i leader gagauzi Stepan Topal e Mikhail Khendigelian. Gli arrestati furono liberati il 1º ottobre 1991 in seguito alle pressioni di Mosca e alla proteste delle donne guidate da Galina Andreeva le quali bloccarono la ferrovia Chișinău-Mosca nel tratto compreso tra Bender e Tiraspol.
Nel dicembre 1991, le autorità moldave arrestarono il Tenente generale Yakolev in territorio ucraino, accusandolo di aiutare le forze transnistre ad armarsi con il materiale della 14ª Armata. In quel periodo il generale Yakolev era il comandante della 14ª Armata e il Capo della "Difesa nazionale e Dipartimento Sicurezza" della Transnistria. Il governo russo riuscì ad ottenere il rilascio del generale in cambio della scarcerazione di 26 poliziotti detenuti dall'autorità transnistre a partire dagli scontri a Dubăsari.
Verso la fine del 1991 le autorità della transnistra cominciarono a reclutare truppe per formare la Guardia repubblicana della Repubblica Moldava di Transnistra, nello stesso periodo la polizia di Tiraspol e Rîbnița giurò fedeltà alla repubblica transnistra. Nello stesso anno la Repubblica socialista sovietica moldava di Pridnestrovie venne rinominata in Repubblica moldava di Pridnestrovie.
Il 5 aprile 1992 il vicepresidente russo Aleksandr Ruckoj durante un comizio di fronte 5 000 persone a Tiraspol, incoraggiò la popolazione della Transnistria ad ottenere l'indipendenza.

## Capacità militare

### Moldavia
Nel 1992 la Moldavia disponeva di truppe sottoposte al ministero dell'interno. In data 17 marzo 1992 cominciarono le procedure per il reclutamento delle nuove truppe sotto il comando del ministero della difesa. Nel luglio 1992 il numero delle truppe moldave, in totale, era stimato in 25 000 - 35 000 unità, inclusi poliziotti, riservisti e volontari, provenienti soprattutto, ma non solo, dai villaggi situati nei pressi del conflitto.
Per quanto riguarda gli armamenti, la Moldavia aveva a disposizione il materiale bellico sovietico ereditato dopo l'indipendenza e ricevette armi dalla Romania, durante il conflitto, quest'ultima inviò in aiuto alla Moldavia consulenti militari e volontari.

### Transnistria

Emblema delle forze armate transnistre

La repubblica transnistra disponeva di 9 000 militari armati e addestrati dagli ufficiali della 14ª Armata della Guardia, la quale era di stanza in Moldavia e contava 14 000 soldati professionisti. La Transnistria venne supportata anche da almeno 6 000 tra volontari e mercenari provenienti dalla federazione russa e dall'Ucraina; tra i volontari vi furono i cosacchi, mentre nelle file dei mercenari agirono le truppe speciali russe.
Le forze della 14ª Armata combatterono insieme e per conto delle forze transnistre, buona parte del personale coscritto della 14ª Armata era originario del posto e gli ufficiali possedevano la residenza in Transnistria. Le forze transnistre si armarono con i materiali conservati nei magazzini della 14ª Armata, le truppe russe non si opposero a questo ma anzi aiutarono i soldati, consegnando le armi conservate e aprendo i magazzini.
In generale, la Transnistria, rispetto alla Moldavia, ricevette più supporto durante il conflitto. Le forze armate transnistre furono aiutate dalla Russia e dall'Ucraina, le quali inviarono volontari a combattere con i transnistriani, senza dimenticare il ruolo svolto dalla 14ª Armata della guardia. L'unico Stato che aiutò la Moldavia fu la Romania, la quale fornì armamenti, veicoli militari, volontari e consiglieri militari.

## Conflitto
Il conflitto venne combattuto in tre aree nei pressi del fiume Nistro, gli scontri incominciarono il 2 marzo 1992 e terminarono il 21 luglio dello stesso anno. Nello stesso giorno in cui scoppiò il conflitto, la Moldavia diveniva membro delle Nazioni Unite, ottenendo il pieno riconoscimento internazionale.
Le prime vittime però si contarono il 2 novembre 1990, due mesi dopo la dichiarazione di indipendenza della Transnistria del 2 settembre 1990; le forze moldave entrarono a Dubăsari con l'ordine di separare la Transnistria in due parti, ma vennero fermati dai cittadini, i quali bloccarono il ponte sul fiume Nistro all'altezza di Lunga. Durante il tentativo di rompere il blocco stradale le forze moldave aprirono il fuoco, tre abitanti di Dubăsari furono uccisi (Oleg Geletiuk, Vladimir Gotkas e Valerie Mitsuls) e sedici feriti.
Il 13 dicembre 1991 le forze moldave tentarono nuovamente di attraversare il fiume sul ponte di Lunga, si ebbero ancora degli scontri che terminarono con 27 soldati transnistriani prigionieri e 4 soldati moldavi morti (Ghenadie Iablocikin, Gheorghe Cașu, Valentin Mereniuk e Mihai Arnăut) senza che le forze moldave fossero state in grado di attraversare il ponte. Dopo questa azione si ebbe una pausa delle attività militari, fino al 2 marzo 1992 data d'inizio ufficiale della guerra di Transnistria.

### Area di Cocieri-Dubăsari
Le prime azioni militari si ebbero sulla sponda sinistra del fiume Nistro, una fascia di 10–12 km, prevalentemente abitata, che da nord a sud comprendente i villaggi di Molovata Nouă, Cocieri, Corjova e la città di Dubăsari. L'unico collegamento con la sponda destra è un traghetto o due ponti a Dubăsari.
Il 1º marzo 1992 il comandante dei militari transnistri a Dubăsari, Igor Shipcenko, venne ucciso da un adolescente ma dell'assassinio venne accusata la polizia moldava. Questo incidente fu una scintilla che fece alzare la tensione e determinò un'escalation nel conflitto.
Difatti i cosacchi provenienti da Rostov sul Don, in supporto alla Transnistria, assaltarono la stazione di polizia a Dubasari durante la notte. Il presidente moldavo Mircea Snegur, per evitare lo scoppio di un conflitto, diede l'ordine ai 26 poliziotti di arrendersi all'attacco dei cosacchi e dei separatisti della transnistria. I poliziotti furono fatti prigionieri e liberati in seguito allo scambio con il tenente generale Yakolev.
Il 2 marzo 1992 degli abitanti di Cocieri, in seguito alla situazione di Dubăsari, assaltarono un piccolo deposito di armi con lo scopo di armarsi e di schierarsi contro le autorità transnistre. Tre abitanti (Alexandru Luchianov da Cocieri, Alexandru Gazea da Molovata e Mihai Nour da Roghi) furono uccisi ma l'unità militare di Cocieri venne sconfitta dai moldavi. Gli ufficiali e le loro famiglie furono obbligati a lasciare il villaggio. Nei giorni successivi molti poliziotti furono traghettati sul lato destro del fiume Nistro. Essi organizzarono una linea difensiva intorno ai tre villaggi, mentre le forze transnistre mantennero il controllo di Dubăsari. Nelle settimane successive transnistri e moldavi ammassarono un gran numero di forze nell'area e combatterono una guerra di trincea interrotta da alcuni cessate il fuoco.

### Area Coșnița
Uno sviluppo simile del conflitto si ebbe a partire dal 13 marzo nei villaggi di Coșnița, Pîrîta, Pohrebea and Doroțcaia. Una seconda "testa di ponte" venne formata sulla sponda sinistra, l'attuale zona sud di Dubăsari.

### Area di Bender

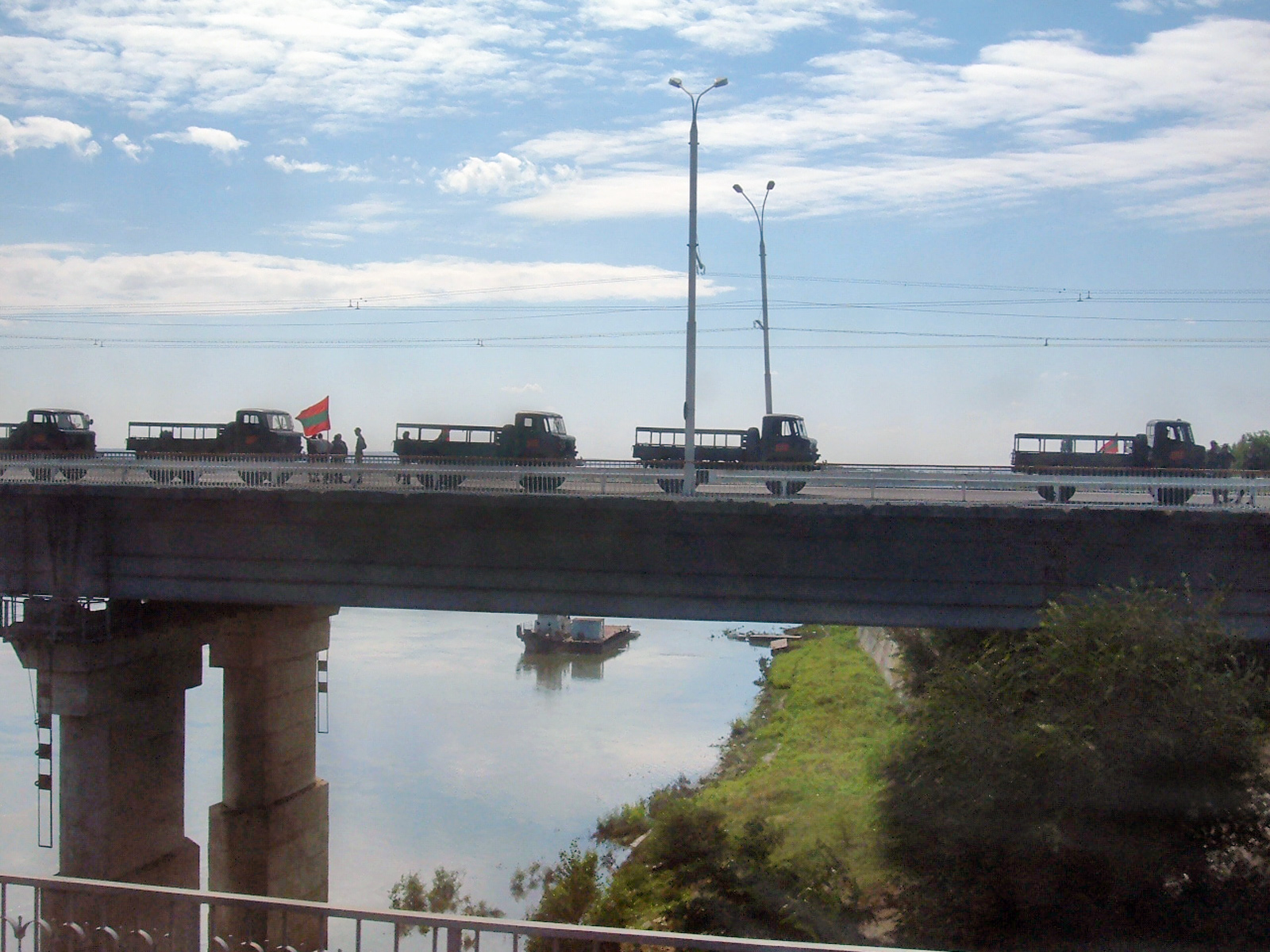
2005, veicoli militari transnistri sul ponte fra Tiraspol e Bender

Nell'area di Bender venne negoziato un cessate il fuoco durante il mese di giugno. Il conflitto riprese in pieno quando le forze moldave entrarono in città, nel tentativo di ristabilire l'autorità moldava. Venne riportato come questa azione sia nata in seguito ai fatti legati alla stazione di polizia di Bender del 19 giugno 1992. In quel giorno difatti, al pomeriggio, la polizia moldava di stanza a Bender, arrestò il maggiore della 14ª Armata Yermakov con il sospetto di progettare attività sovversive. Dopo l'arresto le guardie transnistre aprirono il fuoco contro la stazione di polizia. Il governo moldavo diede l'ordine di entrare in città per il giorno successivo. La guerra urbana combattuta a Bender, città densamente abitata, causò diverse perdite tra i civili. La radio moldava riportò che tre carri armato della 14ª Armata, battenti bandiera russa, vennero distrutti in una zona centrale di Bender. Il portavoce dell'esercitò riportò invece che i carri armato erano stati sequestrati dai separatisti.
La notizia sui combattimenti in corso a Bender raggiunse Tiraspol, distante solo 11 km, con essa quella secondo cui le forze moldave si apprestavano a conquistare il ponte principale sul fiume Nistro. Le forze transnistre e i cosacchi si riversarono a Bender per scontrarsi con le forze moldave. Il Vicepresidente russo Rutskoy, parlando sul principale canale televisivo russo, chiese a tutte le forze russe di stanza a Tiraspol di assaltare Bender. Nei giorni successivi, alcune zone di Bender, incluso il centro, furono riconquistate dai separatisti.

## Cessate il fuoco e la Joint Controll Commission
Il 21 luglio 1992 venne firmato un accordo di cessate il fuoco. Il documento venne firmato dal presidente russo Boris Yeltsin e dal presidente moldavo Snegur, le parti principali dell'accordo furono stabilite dalla parte russa. In questo modo venne creata una forza di peacekeeping il cui scopo è far rispettare il cessate il fuoco e gli accordi sulla sicurezza; il gruppo è composto da cinque battaglioni russi, tre moldavi e due transnistri, i quali rispondono ad una struttura di comando militare comune, la Joint Control Commission (JCC).
Alcuni giorni dopo la stipulazione del cessate il fuoco, nel villaggio a maggioranza russa di Gîsca vicino Bender, vi furono dei tafferugli tra abitanti del posto e soldati moldavi, alla fine si contarono tre morti tra gli abitanti del villaggio e alcune strutture civili furono danneggiate o distrutte dall'artiglieria. Successivamente altre violazioni dell'accordo furono poste sotto controllo e non si contarono vittime.
Il ruolo della 14ª Armata russa fu fondamentale per uscire dal conflitto, la conseguente inferiorità numerica delle forze moldave non permise loro di prendere il controllo della Transnistria, la stessa popolazione moldava era scettica riguardo ad una possibile vittoria delle loro truppe.
Dopo il conflitto, la 14ª Armata è stata riorganizzata e ridotta a 1 200-1 300 unità, le quali fanno parte della JCC.

## Violazione dei diritti umani
Durante il conflitto, vennero registrate violazioni dei diritti umani e delle leggi di guerra da entrambe le parti.

## Coinvolgimenti esterni

### Coinvolgimento della 14ª armata russa

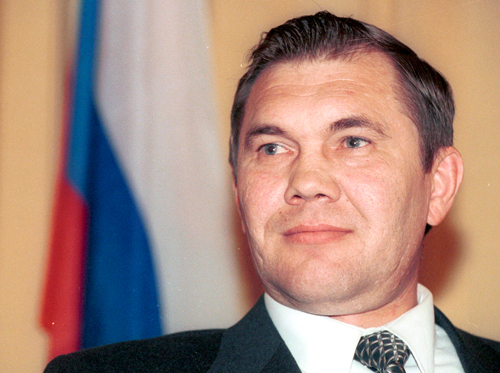
Il generale Lebed', uno dei più importanti protagonisti del conflitto

Ufficialmente la posizione delle forze armate russe era neutrale, ma molti ufficiali della 14ª Armata simpatizzarono per la causa transnistra, qualcuno arrivò anche a disertare per unirsi ai separatisti; il Battaglione di guastatori, agli ordini del generale Butkevich, distrusse i ponti a Dubăsari, Gura Bâcului-Bâcioc e Coșnița.
Nel 1991 la 14ª Armata era posta il comando del generale Yakolev, il quale si schierò apertamente con la Transnistria, permise ai militari separatisti con le armi custodite nei magazzini russi e partecipò anche alla vita politica della transnistria come membro del Soviet supremo e dirigendo la "Difesa nazionale e Dipartimento Sicurezza"; il generale Yevgeny Shaposhnikov, allora comandante in capo delle forze armate della CSI, ne propose la rimozione. Il successore del generale Yakolev, il generale Yuriy Netkachev, ebbe un atteggiamento più neutrale, provò anche a mediare tra Moldavia e Transnistria, ma senza successo.
Il 23 giugno 1992 il generale Aleksandr Lebed giunse al quartier generale della 14ª Armata con il compito di: ispezionare l'armata, fermare i furti di armamenti dai depositi, fermare il conflitto in ogni modo possibile e assicurare l'evacuazione del personale e degli armamenti legati all'armata attraverso il territorio ucraino. Poco tempo dopo Lebed assunse il comando della 14ª Armata rimuovendo Netkachev ed entrò a pieno titolo nel conflitto, il 3 luglio alle ore 3:00, l'artiglieria russa posta sulla sponda destra del Nistro bombardò massicciamente le forze moldave situate nella foresta di Gerbovetskii ponendo fine de facto al conflitto.
Una frase attribuita a Lebed, dimostrerebbe il suo sostegno alla causa transnistra: "Io sono orgoglioso che abbiamo aiutato e armato la guardia transnistriana contro i fascisti moldavi". Allo stesso tempo il generale Lebed non ha mai apprezzato i leader della Transnistria, definendoli spesso come "criminali" e "banditi"; un'altra frase attribuita a Lebed esprime la sua posizione: "Ho detto ai teppisti (separatisti) di Tiraspol e ai fascisti di Chișinău: o smettete di ammazzarvi oppure sparo a tutti e due con i miei carri armati".

### Volontari russi e ucraini
Volontari provenienti dalla Russia e dall'Ucraina, inclusi UNA-UNSO, cosacchi del Don e quelli della regione di Kuban, combatterono insieme ai separatisti. Non esiste un'opinione comune sul loro numero ne sul loro ruolo nel conflitto, le stime parlano di 200 - 300 unità.

### Coinvolgimento della Romania
Poco prima che il conflitto subisse un'escalation nel giugno 1992, la Romania fornì un limitato supporto militare alla Moldavia attraverso armamenti, veicoli militari e addestratori militari. Inoltre volontari romeni combatterono insieme alle truppe moldave.